# Luciano de Nicomedia
Luciano de Antioquía (c. 240 — 7 de enero de 312) fue un influyente teólogo. Particularmente valorado entre los cristianos ortodoxos. Resaltó por su educación y su piedad austera. Se le considera el fundador de la Escuela de Antioquía.

## Vida
Según Suidas, Luciano nació en Samosata, (Comagene, Siria), de padres cristianos, y fue educado en la vecina ciudad de Edesa, Mesopotamia, en la escuela de Macario. Sin embargo, esta tradición puede deberse a una confusión con Luciano de Samosata, el satírico pagano del siglo II.
En Antioquía, Luciano fue ordenado presbítero. Eusebio de Cesarea señala que su aprendizaje teológico, y la Vida de Luciano (compuesta después de 327) informa que fundó una Didaskaleion (escuela). Los eruditos, siguiendo a Adolf von Harnack le reconocen como director de la Escuela de Antioquía, relacionada con los teólogos posteriores Diodoro de Tarso y Teodoro de Mopsuestia, pero esta conexión no está registrada en otras fuentes.
Tras la deposición del obispo de Antioquía, Pablo de Samosata, cayó bajo sospecha de herejía, y fue excomulgado. Según el obispo Alejandro de Alejandría, permaneció en el cisma durante los episcopados de Domnus, Timeo y Cirilo, cuya administración se extendió desde 268 hasta 303. Luciano se reconcilió con la Iglesia en el episcopado de Cirilo, o de su sucesor, Tirano.
Durante la persecución de Maximino Daya, Luciano fue arrestado en Antioquía, y enviado a Nicomedia, donde fue sometido a tortura y a nueve años de prisión. Citado dos veces a examen, se defendió él mismo y rehusó renunciar a la fe cristiana.
Su muerte es incierta. Puede haber sido decapitado o dejado morir de hambre. La fecha tradicional de su ejecución es el 7 de enero de 312, en Nicomedia. Una tradición posterior de origen incierto dice que se ahogó en el mar y fue devuelto a tierra por un delfín.
Fue enterrado en Drepanum, en el golfo de Nicomedia, que fue renombrada más tarde como Helenópolis en honor a Helena, madre de Constantino el Grande.
Es conmemorado como santo el 7 de enero por la Iglesia Católica y el 15 de octubre por la Iglesia Ortodoxa.